# Мыслиницы
Мыслиницы (пол. Myśleniec) — польский дворянский герб.

## Описание
Описание герба в «Сборнике дипломных гербов Польского Дворянства» (РГИА. Ф.1411. Оп.1. Д.440. Л.13):
В голубом поле Меркуриев жезл, увенчанный и сопровождаемый с боков тремя золотыми звёздами. Нашлемник: три серебряных страусовых пера. Без шлема и намёта.

## Герб используют
Антон Бадер, герба Мыслиницы, жалован 26.07.1832 дипломом на потомственное дворянское достоинство Царства Польского.